# Daniel Wallace
Daniel Wallace (Birmingham, Alabama; 1959) es un escritor e ilustrador estadounidense. Es conocido sobre todo por ser el autor de la novela de 1998, Big Fish: A Novel of Mythic Proportions, que fue llevada al cine en 2003 por el director Tim Burton con el nombre de Big Fish.
Wallace estudió empresariales en la Universidad Emory y en la Universidad de Carolina del Norte en Chapel Hill. Sin embargo no se graduó, y en lugar de ello empezó a trabajar para una compañía de exportación e importación en Nagoya, Japón. Tras volver a Chapel Hill, Carolina del Norte, trabajó durante trece años en una librería y como ilustrador, antes de publicar Big Fish. Un tema recurrente en sus obras son los ojos de cristal; Wallace ha afirmado en numerosas entrevistas (incluyendo la que se publicó en la contraportada de Big Fish) que colecciona ojos de cristal. Vive en Chapel Hill con su esposa Laura y su hijo Henry. Es profesor del Departamento de inglés de la Universidad de Carolina del Norte en Chapel Hill.